# NXIVM
NXIVM (/ˈnɛksiəm/) foi uma empresa estadunidense de marketing multinível, que se descobriu abrigar em verdade uma seita.
Em 2017 veio a público numa matéria do The New York Times que mulheres foram marcadas a ferro em seus corpos pelos médicos da empresa num subúrbio de Albany, por meio de um grupo secreto que se abrigava sob a fachada da empresa. Em 2018 o líder do grupo, Keith Ranieire, e a atriz do seriado Smallville Allison Mack foram presos pelo FBI sob acusação de tráfico sexual e trabalhos forçados. Considerada uma seita de escravidão sexual funcionando num esquema de pirâmide, era denominada DOS e Mack atuaria como sua recrutadora.

## Histórico
Keith Raniere foi um garoto prodígio que se tornara campeão de judô da Costa Leste aos 12 anos; após perder a mãe, mudou-se para Albany e ganhou notoriedade local por suas notas no colégio; embora um teste da revista Omni lhe conferisse um QI entre 188 e 194, ele passou mais tarde a reivindicar um índice de 240, colocando-se como o homem mais inteligente do mundo; em 1990 ele fundou a Consumers’ Buyline, Inc. ou "CBI", onde ganhou notoriedade por sua oratória e carisma, conquistando entre 250 a um milhão de seguidores até 1993, quando foi denunciado pela promotoria por criar um esquema de pirâmide.
Em 1998 Keith se uniu a uma ex-enfermeira, Nancy Salzman, para fundarem a NXIVM, tendo por base um programa de auto-ajuda denominado Executive Success Programs (ESP), em tudo similar ao extinto CBI.
Seus seguidores, autodenominados "Nexians", envolveram-se na primeira polêmica já no começo da década, numa polêmica com as irmãs, netas do fundador da indústria de bebidas Seagram, Sara e Clare Bronfman, campeã de equitação, que se tornaram seguidoras da entidade e de seu líder, Keith Raniere - a ponto de se mudarem do México, onde viviam, para Nova Iorque, na função de "treinadoras" do grupo; as duas convenceram seu pai Edgar a participar de palestras da segunda na empresa, Nancy Salzman (chamada internamente de "Prefeita"); graças a uma crise de ciúmes de Claire, que acreditou ter Salzman dado mais atenção à irmã, esta revelou ao pai que havia emprestado à NXIVM dois milhões de dólares a juros de 2,5%; logo a revista Forbes publicou uma matéria expondo a NXIVM como um "culto à personalidade" de Raniere, trazendo o depoimento de Edgar e informando que o tal culto possuía apertos de mão secretos, reuniões iniciadas com palmas especiais e os "nexianos" a vestirem faixas de cores distintas a indicar sua classificação hierárquica.
Em agosto de 2010 um encontro da seita exclusivo para os participantes, realizado num resort novaiorquino, despertou a atenção da imprensa; o evento, com duração de sete dias e chamado "VWeek" (Vanguard Week, a "Semana do Vanguarda"), foi coordenado por Clare Bronfman para comemorar de modo especial os 50 anos do seu carismático líder; ali sua figura era comemorada com um ídolo, um gênio, e poucos eleitos privavam de sua companhia - sendo aquela a oportunidade perfeita para dele se fazerem próximos; apesar disto, o evento contou com pouco mais de duzentos "nexians" - contrariando a estimativa de que desde 1998 mais de doze mil pessoas haviam frequentado suas reuniões, dentre as quais famosos como Linda Evans e o fundador do Virgin Group, Richard Branson; na entrada amplamente vigiada por seguranças que verificavam cada um dos que chegavam, um homem inválido, que escrevia num blogue contra a NXIVM denunciando-a como um culto do qual Raniere era seu líder absoluto, fora detido pela polícia: John Tighe, diabético, fora inclusive citado pelo jornal New York Post, que cobria o evento.
Pouco depois do evento foi divulgado que as irmãs Bronfman haviam perdido mais de cem milhões de dólares para a NXIVM, em decorrência de empreendimentos fracassados em Los Angeles e dirigidos por Keith Raniere.
Em 2012 sua presidenta Nancy Salzman era apresentada como uma criadora de programas de sucesso executivo, com mais de vinte anos de experiência e estudo intensivo na saúde, potencial e empoderamento humano - nos quais teria notado que todos os modelos existentes eram ineficazes, quando finalmente em 1998 conhecera Keith Raniere - "criador do Rational Inquiry", uma "notável tecnologia" - e que juntos eram capazes de "reproduzir seus resultados sem precedentes". A empresa então era apresentada como tendo mais de trezentos "treinadores" e trinta executivos regionais tanto nos Estados Unidos quanto no México e também no Canadá. Já em 2012 uma matéria do jornal local Albany Times Union a NXIVM fora descrita como uma empresa de marketing multinível e que Raniera era o líder de uma seita que contava com mais de dez mil seguidores adeptos de sua filosofia de auto-ajuda.
Desde o fim do século XX estima-se que mais de dezesseis mil pessoas tenham se matriculado nos cursos da NXIVM destinados, segundo sua propaganda, a aumentar a auto-realização pela eliminação de barreiras tanto psicológicas quanto emocionais, em workshops como os "Programas de Sucesso Executivo" e, depois, seguiram suas vidas - enquanto outras vieram a se envolver mais profundamente com a empresa e abriam mão de suas carreiras, amigos e familiares para seguirem o líder Raniere, chamado ali de "Vanguarda".

## Denúncia doN. Y. Times: marcas a ferro

Marcas a ferro com as iniciais de Keith Raniere e Allison Mack.

Em matéria publicada no dia 17 de outubro de 2017, o The New York Times relatava que cinco mulheres foram levadas a um local em Albany para a iniciação num grupo secreto; para isto foram levadas a entregar aos seus recrutadores - ou "mestres" - fotografias e dados comprometedores, uma "garantia" para que não viessem a divulgar a existência do mesmo. As mulheres, com idades entre 30 a 40 anos, teriam que fazer uma pequena tatuagem; despidas, eram colocadas sobre uma mesa de massagens e contidas por outras três mulheres e orientadas a dizer, para uma alta funcionária da NXIVM chamada Lauren Salzman, o pedido: “Mestre, por favor, marque-me, seria uma honra” - e então uma médica com um instrumento de cauterização queimava-lhes na pele uma marca de cinco centímetros, num doloroso processo que durava mais de vinte minutos. Raniere escrevera que a marca a ferro trazia suas iniciais como uma "homenagem".
Vários ex-seguidores apresentaram queixas às autoridades estaduais, sem que qualquer providência investigativa fosse adotada; em julho de 2017 Sarah Edmondson representou contra a médica osteopata Danielle Roberts junto ao Departamento de Saúde do Estado de Nova York por ter sido por ela "ferrada", mas a entidade declarou que não iria investigar alegando que quando o fato ocorrera ela não estava atuando como médica; paralelamente, a polícia declarou que não investigaria a NXIVM porque uma mensagem dizia que o fato fora consensual.
Jennifer Kobelt, outra vítima da NXIVM, denunciou sem sucesso o médico Brandon Porter que, a título de realizar um experimento, registrava suas reações enquanto ela era submetida à exibição de imagens violentas, dentre estas a de quatro mulheres sendo mortas e desmembradas; em setembro de 2017 a agência regulamentar declarou em carta a Kobelt que a conduta do Dr. Porter não se configurava "má conduta médica".
Após a publicação das denúncias Richard Azzopardi, porta-voz do governador de Nova Iorque Andrew Cuomo, declarou que as autoridades estaduais iriam rever as razões pelas quais não agiram antes, e examinariam se as queixas das mulheres mereciam ser investigadas.

## Prisões
Em fins de 2017 foi revelada a participação da atriz Allison Mack em suposto culto sexual abrigado na NXIVM, chamado DOS (acrônimo para a expressão em latim Dominus Obsequious Sororium, que pode ser traduzido como "Mestre de Mulheres Submissas"), onde ela teria papel de destaque no recrutamento de mulheres para se tornarem escravas sexuais. Em abril de 2018 Mack foi presa pelo FBI sob a acusação de tráfico sexual, conspiração para tráfico sexual e conspiração para trabalho forçado; o líder Raniere já havia sido preso no México, em março.